# Priorato di Plympton
Il priorato di Plympton era un complesso abbaziale agostiniano nella contea di Devon, in Inghilterra.

## Storia
Il priorato venne fondato nel 1121 da William Warelwast, vescovo di Exeter e divenne in breve tempo una delle case agostiniane più ricche di tutta l'Inghilterra, derivando tali ricchezze dal gran numero di parrocchie e cappelle che controllava sul territorio che fruttavano circa 450 sterline ogni anno. 